# 山口ミカ
山口 ミカ（やまぐち みか・6月25日  )は、日本の女性モデル、タレント、レースクイーンである。
京都府出身。プリッツコーポレーション所属。愛称は「ミカリン」。

## 略歴
小学生の時『天才てれびくん』を見て芸能人を夢みるようになり、中学1年から大阪でタレント活動を行っていた。
2014年、鈴鹿サーキットクイーンのオーディションを受け、応募総数105名の中からサーキットクイーン36期生の一人に選ばれる。以後2014年・2015年の2年連続で鈴鹿サーキットクイーンを務め、鈴鹿8耐等のレースアテンダントやプロモーション活動を行った。
サーキットクイーン卒業後は、趣味のバイクを生かし雑誌モデルやテレビ番組『大人のバイク時間　MOTORISE』（BS11）のレギュラー出演に加え、「8時間パワーエンデューロ」等のオフロードレースにも参戦。また雑誌「GOLF TODAY」（三栄）では“GTバーディーズ”の一員としてゴルフに挑戦し、2019年のスーパー耐久では水瀬琴音と共に「Moduloプリティ」としてレースクイーン活動を行った。
2021年は「Ms Snow Magic」として再びスーパー耐久のRQを務める傍ら、「Rising Angel RUNUPレースクイーン」として自身初のSUPER GTレースクイーンを務めた。Ms Snow Magicでは鈴鹿サーキットクイーンの後任（38期生）だった星沢しおりとも共演している。

## 人物
- 先述の通り京都府出身なだけに、お笑い好きである。好きな芸人はジャルジャルとミルクボーイ[7]。また8耐ではチュートリアルの福田充徳と2ショットを撮ったことがあり、2020年7月5日放送の『MOTORISE』に福田がゲスト出演した際、この時の写真が紹介された[8]。
- 高校時代、修学旅行で中国に行ったのを機に中国語を学ぶようになり、大学では中国に留学したこともある[4]。
- 愛車はホンダ・CBR 250R／2011年式[7]とヤマハ・セロー250[9]。
- GTバーディーズで共働する神崎美羽（イー・スマイル所属）[10]と顔が似ていると言われており、「同じ顔族」と神崎がインスタで自慢している[11]。

## 出演

### テレビ番組
- 大人のバイク時間 MOTORISE（BS11・2019年4月 - 現在）

### 雑誌
- GOLF TODAY「GTバーディーズ」（三栄・2019年7月 - 現在）[2]
- タンデムスタイル（クレタパブリッシング）- モデル&連載[12]
- Lady's Bike（クレタパブリッシング） - モデル&MOTORISE関連連載

### レースクイーン・イメージガール
- 2014年 - 2015年：鈴鹿サーキットクイーン 36期生[Press 1][Press 2]
- 2019年：スーパー耐久「HONDA・Moduloプリティ」[3]
- 2020年 - 2021年：スポーツ雪合戦キャンペーンガール「ミス・スノークリスタル」[13]
- 2021年
  - SUPER GT「Rising Angel RUNUPレースクイーン」[5]
  - スーパー耐久「TEAM YAMATO Ms Snow Magic」[5][6]

### イベント
- 東京オートサロン2019「HONDA/無限ブースコンパニオン」[1]
- 大阪オートメッセ2019「HONDA/無限ブースコンパニオン」[14]
- 東京ゲームショウ2019「ボトルキューブブースコンパニオン」[注 2]
- 東京モーターショー2019「HONDAブースコンパニオン」[16]
- 東京オートサロン2020「NITTO（TOYO TIRE）ブースコンパニオン」[17]
- 2りんかん祭り[注 3]